# NGC 6376
NGC 6376 ist eine 14,8 mag helle Spiralgalaxie mit aktivem Galaxienkern vom Hubble-Typ Sc pec im Sternbild Drache.
Sie steht in Wechselwirkung mit NGC 6377 und wurde zusammen mit dieser am 1. September 1886 von Lewis A. Swift entdeckt.